# Угорсько-українська війна (1939)
Угорсько-українська війна — військовий конфлікт між Угорським королівством та Карпатською Україною в 1939 році. Під час війни між угорськими військами та воєнізованими формуваннями Карпатської Січі Карпатської України і чехословацькими військами відбулася черга кровопролитних зіткнень. Війна завершилася окупацією і подальшим приєднанням до Королівства Угорщина території Закарпатської України (Підкарпатської Русі).

## Передумови

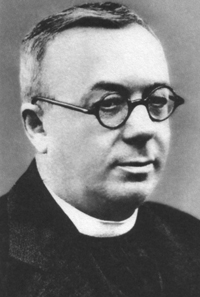
Августин Волошин

Після розпаду Австро-Угорської імперії Закарпаття увійшло до складу Чехо-Словаччини. Остаточно статус території був підтверджений Тріанонським договором 1920 року. Тріанонський договір позбавив Угорщину 71,5 % її території до війни. Країна була розділена між державами, що межують з тодішнім Королівством Угорщина. Угорщині заборонялось мати на озброєнні авіацію, танки, важку артилерію. Максимальна чисельність угорської армії, яка могла формуватись лише з добровольців, мала не перевищувати 35 тис. осіб. Військово-морський флот, у тому числі кораблі Дунайської флотилії, передавались союзникам.
Політична ситуація в Закарпатті в Міжвоєнний період була складна. Українофіли на чолі з Августином Волошиним бажали автономії в рамках ЧСР, русофіли, представлені Автономно-землеробським союзом Андрія Бродія і Руською національно-автономною партією Степана Фенцика, яка орієнтувалася на італійських фашистів, підтримували автономію в складі Угорщини, Об'єднана Угорська партія (близько 10 % голосів) вимагала повернення до складу Угорщини, комуністи (до 25 % голосів) хотіли приєднання до радянської України. Так, на виборах 1935 року 63 % голосів отримали прихильники повної автономії, приєднання до Угорщини або Радянської України і лише 25 % прихильники Чехословаччини. Проти автономії виступали всі чеські партії Карпатської Русі.
У 30-их роках Угорщина почала відкрито ігнорувати умови Тріанонського договору і поставила економіку на військові рейки. На початку осені 1938 року, Угорщина, скориставшись Судетською кризою, також почала територіальні зазіхання на Чехо-Словаччину. Згідно з положеннями підписаної чотирма великими державами (Великою Британією, Третім Рейхом, Королівством Італія і Французькою республікою) 30 вересня 1938 року Мюнхенської угоди від чехословацького уряду вимагалося в тримісячний термін вирішити з Угорським королівством проблему належності територій історичної області Верхньої Угорщини, з переважно угорським населенням (південних районів Словаччини й Підкарпатської Русі). Саме ці землі Угорщина втратила в 1920 році відповідно до Тріанонському договору.
Двосторонні чехословацько-угорські переговори проходили з 9 по 13 жовтня в Комарно, але закінчилися безрезультатно. 11 жовтня влада чехословацької «автономної землі» Карпатської України отримала самоврядування і 20 жовтня резолюцією підтримала проведення плебісциту з питання входження цієї території до складу Угорського королівства. Проте через п'ять днів підкарпатського прем'єр-міністра Андрія Бродія, який представляв промадярські кола, заарештували у Празі, і замість нього прем'єр-міністром автономії став міністр закордонних справ Августин Волошин, який погодився розглядати лише питання про передачу Угорському королівству територій з переважно угорським населенням, та відкинув ідею плебісциту.

## Віденський арбітраж

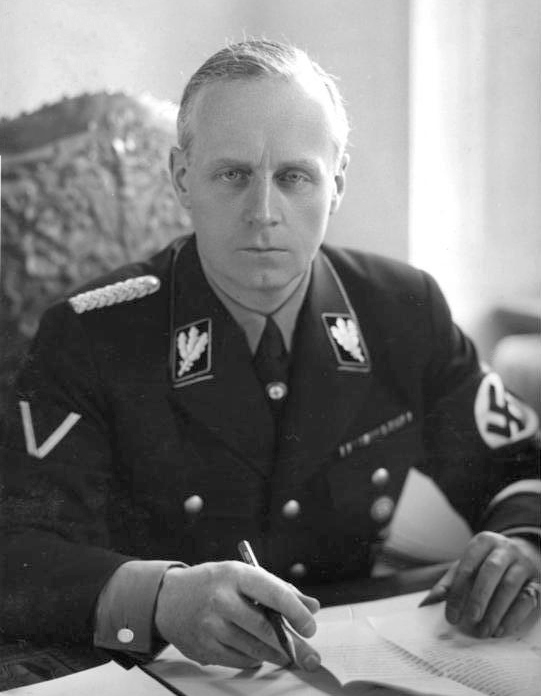
Йоахім фон Ріббентроп

Голова угорської делегації на переговорах в Комарно — міністр закордонних справ Угорського королівства Калман Канья попросив підписантів Мюнхенської угоди виступити суддями з проблеми розмежування. Позаяк Велика Британія і Французька республіка самоусунулися, арбітрами стали німецький міністр закордонних справ Йоахім фон Ріббентроп і італійський міністр закордонних справ Галеаццо Чано. 29 жовтня Чехословацька республіка і Угорське королівство офіційно виступили з пропозицією до Італії і Німеччини провести арбітраж, наперед погоджуючись з його результатами.
На арбітражі, який відбувся 2 листопада 1938 року у Відні, у складі чехословацької делегації, серед інших, готувалися викласти свої точки зору і представники Карпатської України — Августин Волошин і Словаччини — Йозеф Тисо, проте за ініціативою Ріббентропа їм не дали слова, бо автономії, які вони представляли, не могли розглядатися як третя сторона. За підсумками Першого віденського арбітражу Угорському королівству передали території площею 11 927 км², зокрема карпатоукраїнські 1537 км². Від 57 до 84 % їхнього населення були угорцями — за чехословацькою та угорською статистикою відповідно.
Карпатська Україна втратила тоді два своїх головних міста — Ужгород і Мукачеве, а також всі родючі землі. 12 листопада вони були офіційно включені до складу Угорського королівства ухвалою парламенту цієї країни. Проте рішення Першого віденського арбітражу не задовольнили і країну-набувальницю, вона хотіла більшого: отримати контроль над всією Словаччиною і всією Карпатською Україною.

## Підготовка

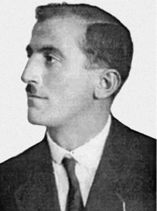
Дмитро Климпуш

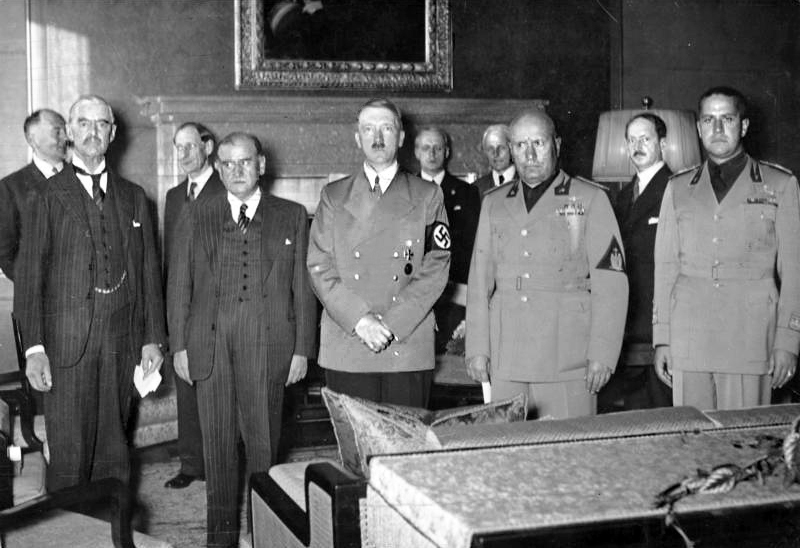
Під час Мюнхенської угоди 29 вересня 1938 року: Невілл Чемберлен, Едуар Даладьє, Адольф Гітлер, Беніто Муссоліні та Галеаццо Чано

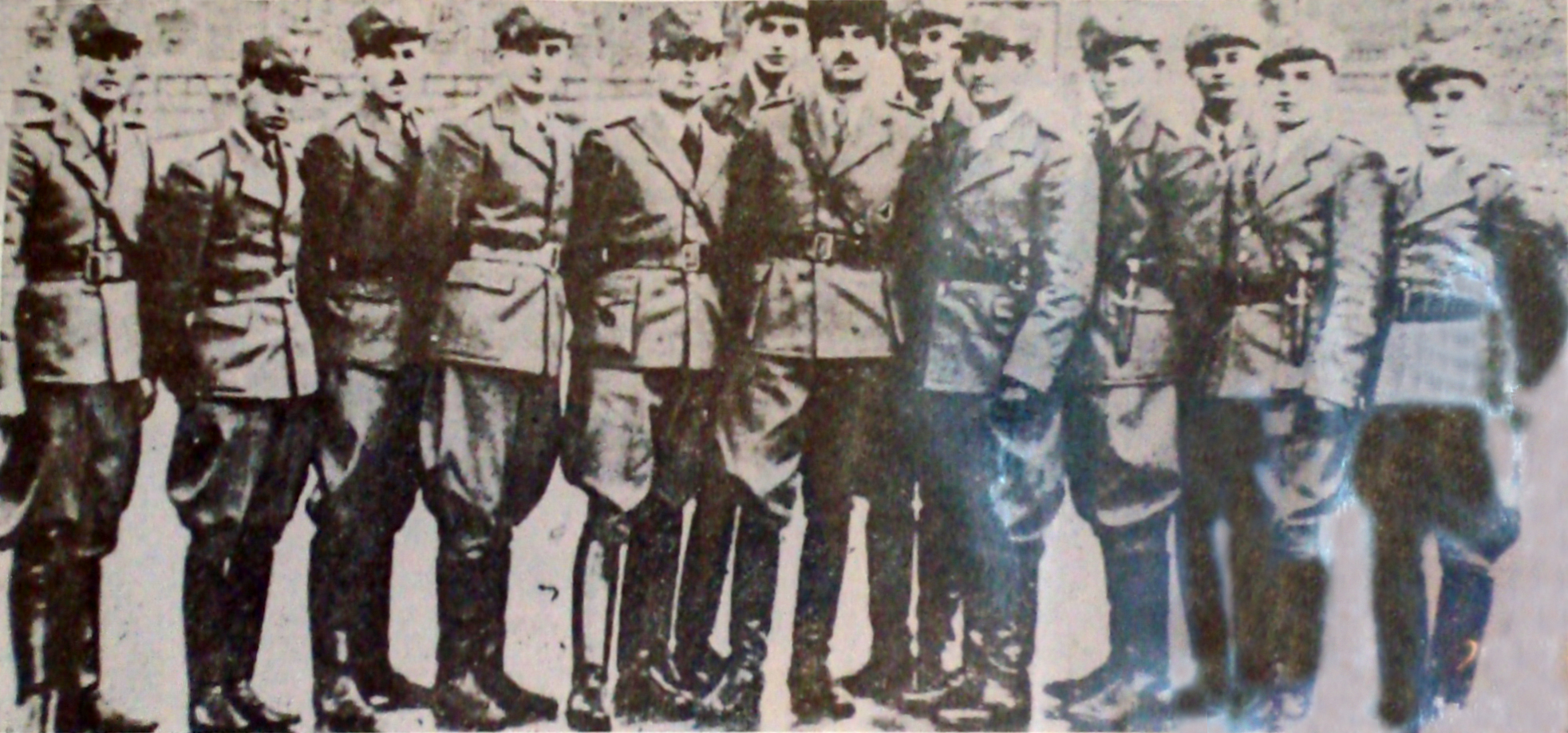
Група карпатських «січовиків» на чолі з комендантом Дмитром Климпушем

Угорський уряд активізував переговори з Польською республікою, яка давно підбурювала Угорське королівство до силового захоплення Карпатської України. Також продовжилися переговори з Італійським королівством, проте Галеаццо Чано рекомендував відмовитися від планів з окупації Підкарпаття; крім того, Гітлер, незадоволений зближенням Угорського королівства і Польської республіки, також застеріг угорський уряд від подібних дій.
Проте, всупереч усім цим застереженням, підготовка до вторгнення продовжувалася. На кордоні зосередили напередодні мобілізований 6-й угорський корпус. Одночасно Угорське королівство і Польська республіка ізолювали Карпатську Україну від зовнішнього світу, обмеживши телефонний, телеграфний і поштовий зв'язок, а також почали економічну блокаду. Через кордон перекинули угорських та польських диверсантів. Між частинами чеської армії і диверсантами почалися бойові зіткнення, причому чеським розвідникам вдалося розкрити належність польських загонів.
9 листопада 1938 року, у зв'язку з випадками угорсько-польських диверсій, що почастішали, уряд Карпатської України на основі політичної партії «Українське національне об'єднання» (УНО) створив організацію народної оборони «Карпатська січ» (ОНОКС), хоча перші січові загони з'явилися ще на початку 1930-х років як звичайні протипожежні і культурно-просвітницькі суспільства, аналогічні сформованим в сусідній Східній Галичині. Провідну роль в ОНОКС грали члени ОУН, які прийшли до Закарпаття з інших регіонів України, а також з еміграції.
Головним комендантом Січі призначили колишнього офіцера австро-угорської армії Дмитра Климпуша, заступником — колишнього офіцера чехословацької армії Івана Романа. У грудні автономний уряд Волошина і чехословацький генштаб досягли домовленості про проведення військового навчання «січовиків», вони отримали зброю місцевої національної гвардії — «домобранства». На той момент навчених «січовиків», або так званих дійсних членів Карпатської Січі, було близько 2 тис. бійців. В цілому ж Січ налічувала близько 2—3 тис. бійців і приблизно стількох же резервістів.
18 листопада 1938 року підготовку до вторгнення завершили, його призначили на 20 листопада. Проте в хід подій втрутився Третій Рейх. Німці вважали, що Чехословацька республіка зможе чинити опір, а Вермахт, що перебуває у стадії демобілізації, не зможе надати допомоги угорцям, і тому угорцям «порадили» не робити жодних акцій через непередбачуваність їхніх результатів. Військову інтервенцію скасували, проте від своїх планів відносно Підкарпаття Угорське королівство не відмовилося.

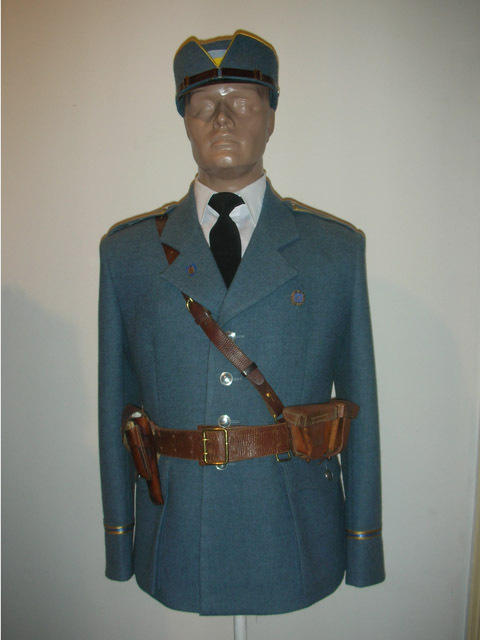
Однострій січовика Карпатської України

6 січня 1939 року підготовка до вторгнення поновилася, командувачем операцією призначили генерала Бідци. 19 січня 1939 року в Хуст, на той момент столицю карпатської автономії, у супроводі загону бронемашин прибув новий міністр внутрішніх справ Карпатської України генерал Лев Прхала, призначений президентом Чехословацької республіки Емілем Гахою без узгодження з керівництвом автономії.
Прем'єр-міністр Карпатської України Августин Волошин прийняв Льва Прхалу лише як генерала федеральної армії. Генералові було відмовлено у співпраці і передано ноту на ім'я уряду Чехословацької республіки, при цьому сам Прхала заявив Волошину, що не чекав зустрічі з такими труднощами й пообіцяв особисто звернутися до уряду з проханням звільнити його з посади міністра.
У відповідь на ці дії карпатоукраїнського уряду зі складу чехословацького уряду вивели представника Карпатської України Юліяна Ревая і підтвердили повноваження генерала Прхали як командувача чехословацькою армією в Карпатській Україні; крім того, в його руках зосередили управління за лінією міністерства внутрішніх справ, фінансів і зв'язку Карпатської України.
Незабаром Угорське королівство приєдналося до антикомінтернівського пакту, і Гітлер ухвалив рішення про можливість угорської окупації Карпатської України за умови дотримання інтересів Третього Рейху. Той факт, що делімітація нового чехословацько-угорського кордону, яка відбувалася на виконання рішень арбітражу, до березня 1939 року визначила тільки її словацьку ділянку, дав Угорському королівству підстави розпочати окупацію частини Підкарпатської України, яка залишилася, відразу після проголошення 14 березня 1939 року незалежності Словацької республіки (і, таким чином, ліквідації федеральної Чехословацької республіки як сторони, перед якою у Угорського королівства були зобов'язання).

## Бойові дії

### 12—14 березня

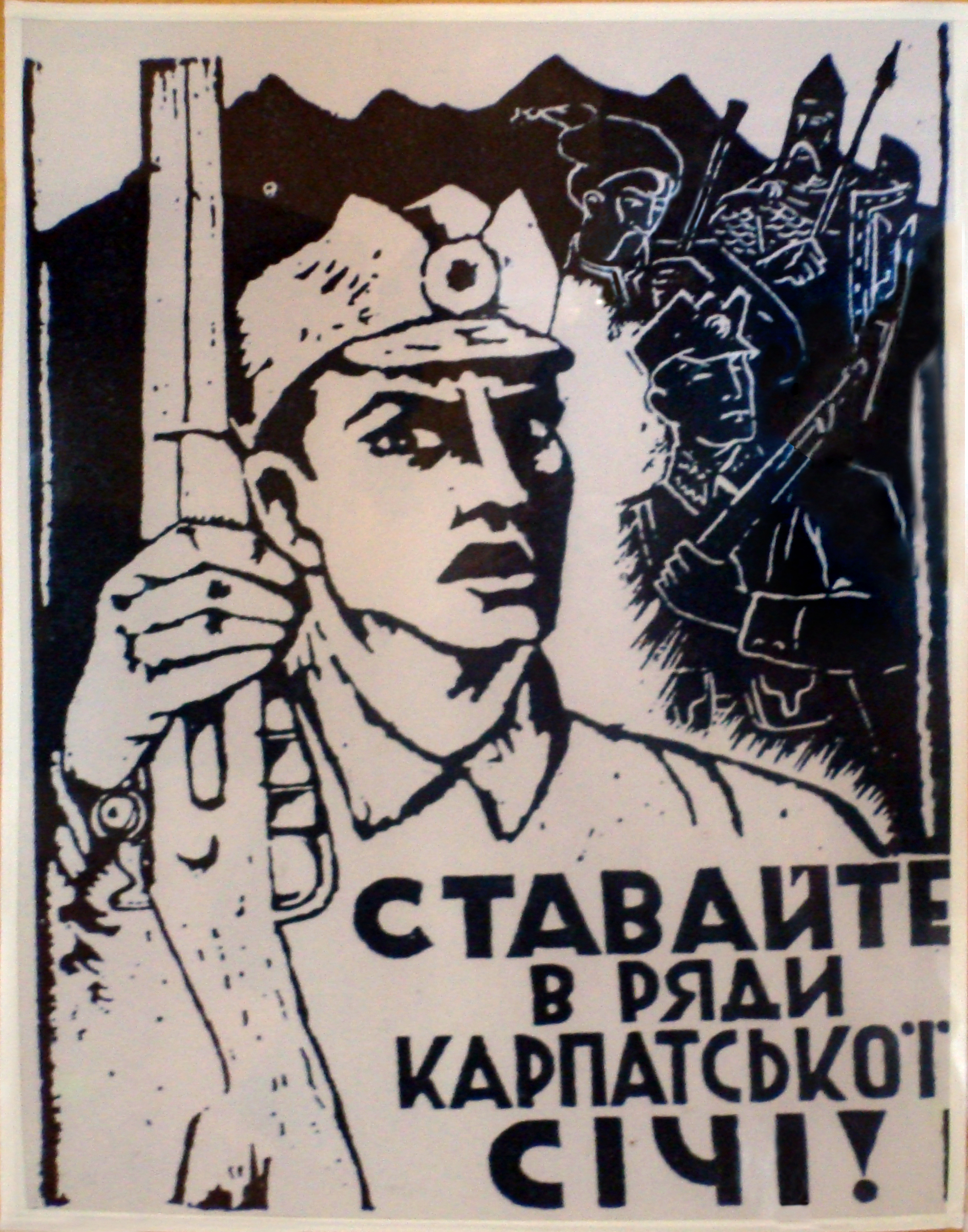
Агітаційний плакат Карпатської Січі

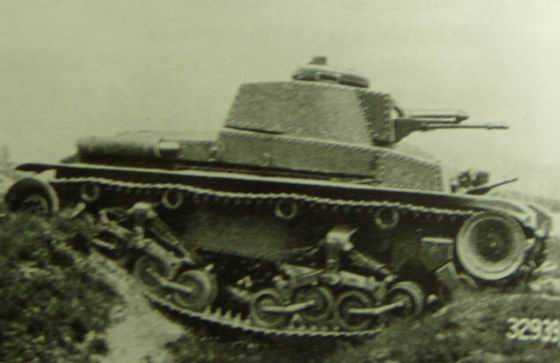
Танк LT vz. 35

Захопити Карпатську Україну угорські війська спочатку планували 12 березня 1939 року, у день проведення виборів в місцевий Сейм, але німецький уряд відкинув цю ідею, повідомивши, що своєчасно повідомить про час початку окупації.
Угорці зосередили на кордоні 12 дивізій VI армії й у ніч із 13 на 14 березня угорська армія невеликими силами почала просування углиб території Карпатської України.
О 2:00 ночі підрозділи «Карпатської січі» (у той час — напіввійськової організації, що налічувала 5 тис. чоловік) для захисту від угорців за наказом прем'єр-міністра Августина Волошина отримали зброю на складі хустської жандармерії (41 гвинтівку і 90 пістолетів зі спорядженням).
Близько четвертої ранку до заступника коменданта «Карпатської січі» Івана Романа надійшов дзвінок від чеських офіцерів, які вимагали повернути зброю на склад. Комендант, зіславшись на указ Августина Волошина, категорично відмовився. У відповідь генерал Лев Прхала наказав частинам 45-го полку, що дислокувався в Хусті, вилучити зброю силою.
О 6:00 ранку чехословацькі війська, в кількості 200 солдатів, озброєних шістьма легкими танками (LT vz.35), чотирма бронемашинами (OA vz.30), важкими гарматами, кулеметами й мінометами, атакували головні будівлі січовиків: кіш, «Січовий готель», головну команду, «Жіночу сікту» і «Летючу естраду». Керівництво автономної Карпатської України звернулося до чехів із закликом припинити вогонь, але відповіді на пропозицію не надійшло. Січовики розпочали захоплення складів зі зброєю, адміністративних будівель і роззброєння патрулів. Озброєні сутички між січовиками і чехословацькими військами продовжувалися понад 8 годин. На вулицях Хуста з'явилися барикади, зав'язалися постійні вуличні бої.
Водночас прем'єр-міністр Волошин намагався врегулювати конфлікт. Кілька спроб додзвонитися до центрального уряду не увінчалися успіхом — Прага не відповідала. Після телефонної розмови між прем'єр-міністром Августином Волошиним (який виступав категорично проти озброєного нападу чехословацьких військ на підрозділи січовиків) і генералом Львом Прхалою на вулицях установилося перемир'я — Чехословаччина повернулася до казарм, а «Карпатська січ» роззброїлася.
За даними різних джерел, втрати січовиків становили від 40 до 150 убитими й близько 50 пораненими, втрати чехословаків — від 7 до 20 солдатів і жандармів убитими. За час протистояння між Січчю і чехословаками угорські війська зайняли три села біля Мукачевого.

Колона карпатських січовиків машерує поблизу будівлі Головної Команди Карпатської Січі у Хусті перед відправленням на фронт. 14—15 березня 1939 року

Вранці 14 березня 1939 року командувач східною групою військ генерал Лев Прхала, вважаючи, що вторгнення угорських військ не було санкціоновано Берліном, віддав наказ про початок оборони. Проте після консультацій з Прагою увечері цього ж дня він же віддав наказ про евакуацію чехословацьких військ і держслужбовців з території Підкарпатської України. Евакуація відбувалася у трьох напрямках: західному — до Словацької республіки, північному — до Польської республіки і південно-східному — до Румунського королівства.

### 15—17 березня

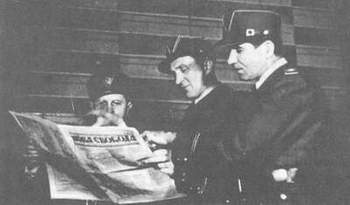
Старши́на Карпатської Січі. Зліва направо: Іван Рогач, Іван Роман і Федір Тацинець

У цих обставинах 15 березня 1939 року Августин Волошин проголосив по радіо незалежність Карпатської України і направив до Берліна Адольфу Гітлеру телеграму, в якій просив узяти країну під протекторат Третього Рейху. У відповідь німецький уряд відмовив в підтримці і порадив не чинити опору угорським військам. Цього ж дня угорський уряд направив до Хуста свого парламентера з пропозицією роззброїтися і мирно увійти до складу Угорського королівства. Волошин відповів відмовою, заявивши, що «Карпатська Україна мирна держава і хоче жити в мирі з сусідами, але у разі потреби дасть відсіч будь-якому агресорові». У Закарпатті оголосили мобілізацію.
Увечері 15 березня, в день початку німецької окупації Чехословацької республіки, угорські війська зробили загальний наступ по чотирьох напрямах: Ужгород — Перечин — Ужок; Ужгород — Свалява — Лавочне; Мукачеве — Іршава — Кушниця; Королево — Хуст — Ясіня — Волове.
«Карпатська січ» поповнила свій склад добровольцями, переважно демобілізованими солдатами чехословацької армії з місцевого населення, і, маючи в своєму складі 10—12 тис. погано озброєних бійців, спробувала чинити опір. Основного удару угорці завдали по лінії Ужгород — Перечин, прагнучи цим відрізувати Карпатську Україну від Словацької республіки. Угорська армія наштовхнулася на сильний опір біля села Горонда, де сотня «січовиків» М. Стойка утримувала оборону впродовж 16 годин.
Важкі бої йшли за міста Хуст і Севлюш, який неодноразово переходив з рук в руки. Найкровопролитнішим став Бій на Красному полі на підступах до Хуста. За даними угорських архівів, у цьому бою з боку «січовиків» загинуло 230 чоловік, а з угорської — 160. Опір «січовиків» загрожував затягуванням бойових дій, але на допомогу угорцям прийшли поляки, які почали свій наступ від Ужоцького перевалу.
Вранці 16 березня, через добу після проголошення незалежності, уряд Карпатської України покинув Хуст, попрямувавши у бік румунського кордону, а через кілька годин угорські війська здійснили штурм столиці Карпатської України. У штурмі міста взяли участь 24-й угорський батальйон прикордонників і 12-й самокатний батальйон, також активно використовувалися авіація і протитанкові гармати. Угорцям протистояли понад 3 тис. «січовиків», які мали на озброєнні 12 одиниць бронетехніки, відібраної раніше у чехословаків. Під натиском переважних сил супротивника «січовики» були вимушені відступити з міста.
17 березня угорські війська узяли Рахів, Ясіню і Буштино. Волошин зі своїм найближчим оточенням через Тячів дістався до румунського кордону в районі Великого Бичкова. З Румунського королівства він перебрався до Королівства Югославія, а потім через Відень до окупованої гітлерівцями Праги, де був призначений ректором місцевого Українського вільного університету і пробув там до 1945 року і там же був заарештований радянськими спецслужбами СМЕРШ і вивезений до Москви, де помер 19 липня 1945 року, за офіційною версією — від паралічу серця. 15 березня 2002 року Президент Леонід Кучма підписав указ про надання Волошину посмертно звання «Герой України» з удостоєнням ордена Держави.

## Завершення протистояння та втрати
Увечері 17 березня (за іншими даними 18 березня) всю територію Карпатської України окупували угорці. 18 березня (після узяття Воловця — останнього населеного пункту, утримуваного «січовиками») угорські війська завершили окупацію Закарпатської України і вийшли на всій лінії кордонів з Польською республікою і Королівством Румунією. Організований опір припинився, проте окремі підрозділи «Карпатської січі» продовжували боротьбу в партизанських загонах ще протягом трьох тижнів, а на території Воловеччини і Рахівщини — до січня 1940 року. Генеральний штаб мадярської армії в березні 1939 року вирішив провести ряд бойових операцій з очищення Карпатської України від «чужих елементів», а про їхній хід доповідати кожні десять днів. Гортисти збільшували кількість військ і жандармського корпусу в окремих округах.
18 березня розстріляли коменданта Волівської Січі Степана Фігуру.
Бойові втрати сторін протягом війни склали:
- «Січовики»: 430 убитими, понад 400 пораненими, близько 750 полоненими;
- Угорська армія: 197 убитими, 534 пораненими. Офіційні угорські дані: 72 убитими, 163 пораненими, 4 зникло безвісти, 2 полонених.

В офіційній ноті СРСР Третьому Рейху від 18 березня 1939 року з приводу ліквідації Чехословацької республіки, зокрема, констатувалося, що «дії німецького уряду послужили сигналом до грубого вторгнення угорських військ до Карпатської Руси й порушення елементарних прав її населення».
Попри безперечний героїзм рядових «січовиків», що чинили опір, в середовищі української еміграції при поясненні такої швидкої поразки пізніше спливала, зокрема, і «німецька тема»: «Карпатська січ» створювалася за сприяння гітлерівців, і потім її керівні кадри були працевлаштовані на окупованих Рейхом землях. Але, як відзначає доктор історичних наук Олександр Шубін, даних про пряму команду німців своїм підопічним командирам програти битву з угорцями не виявлено.
На жаль окупація Карпатської України не призвела до кардинального переосмислення стосунків українського визвольного руху з Німеччиною, позиція якої в українському питанні залишалася покритою таємницею. Нацистські керівники прагнули вправно замаскувати свої «українські карти», щоб згодом використати з успіхом українське питання в якості «розмінної монети». Під тиском німецьких дипломатів, угорські власті випустять полонених вояків Карпатської січі зі своїх тюрем і депортують до Німеччини. Колишні «січовики» влітку 1939 року стануть кістяком «Українського легіону» під командуванням колишнього полковника УНР Романа Сушка і у вересні 1939 візьмуть участь у кампанії проти Польщі. Саме в період Карпатської України у ставленні до Третього Рейху ОУН розпочала маневрування між «співпрацею» та «резистансом», яке тривало чотири роки до моменту остаточного переходу ОУН(б) та УПА на антинімецькі позиції у 1943 році.

## Наслідки
У жовтні 1944 року радянські війська вийшли на довоєнний кордон Чехословаччини зразка 1938 року. Делегація чехословацького уряду у вигнанні на чолі з міністром Франтішеком Немецом, прибула в Хуст для відновлення свого адміністративного управління, відповідно до радянсько-чехословацького договору, підписаного цього ж року. Однак Червона армія і НКВС почали перешкоджати роботі делегації, а 26 листопада у Мукачеві був сформований комуністичний національний комітет Закарпатської України, який проголосив волю українського народу відокремитися від Чехословаччини і приєднатися до Української Радянської Соціалістичної Республіки. Після двох місяців конфліктів і марних переговорів 1 лютого 1945 року чехословацька урядова делегація залишила Хуст, фактично погодившись з радянським приєднанням Закарпаття.
29 червня 1945 року під тиском СРСР був підписаний договір, за яким Чехословаччина офіційно визнавала Закарпаття як складову частину СРСР. 1946 року Карпатська Україна увійшла до складу Української Радянської Соціалістичної Республіки як Закарпатська область.

## Оцінки і думки сучасників подій

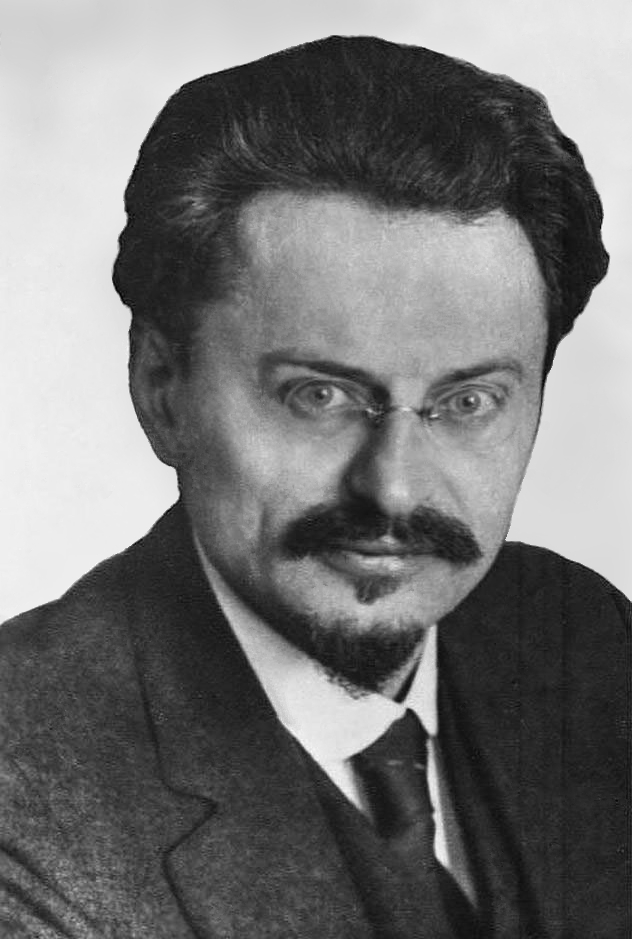
Лев Троцький

| | (Лінія Гітлера) буде приблизно та ж, що і у випадку з Чехословаччиною. Спочатку зростання націоналізму, спалахи, повстання українського населення, а потім «звільнення» України під гаслом «самовизначення» |
| — у бесіді Горас Джон Вільсон — радник Невілла Чемберлена у бесіді з послом СРСР в Лондоні Іваном Майскім | |

|                                                                                  | В цей час наша молодь... і наша старша громадськість, свято вірили, що ми — союзник Німеччини, і що Німеччина зважилася на велику європейську війну, щоб нам звільнити Україну. Старша громадськість і молодь вірили, що на різдвяні свята будемо у Львові, а на Паску у Києві. |
| — В. Бірчак, активіст Українського національного об'єднання (Карпатська Україна) | |

|                                                    | Діячі цієї (англо-французької і північноамериканської) преси до хрипоти кричали, що німці йдуть на Радянську Україну, що вони мають тепер в руках так звану Карпатську Україну, що налічує близько 700 тисяч населення, що німці не пізніше як весною цього року приєднають Радянську Україну, яка має більше 30 мільйонів населення, до так званої Карпатської України. Схоже на те, що цей підозрілий шум мав на своїй меті підняти лють Радянського Союзу проти Німеччини, отруїти атмосферу і спровокувати конфлікт з Німеччиною без видимих на те підстав. |
| — З доповіді Йосипа Сталіна на XVIII з'їзді ВКП(б) | |

|                                                              | Карпатську Україну Гітлер подарував угорським катам. Зроблено це було, якщо не з явного схвалення Москви, то в усякому разі з розрахунку на таке схвалення. Гітлер ніби говорить Сталіну: «Якби я збирався атакувати завтра Радянську Україну, то зберіг би Карпатську Україну в своїх руках». У вигляді відповіді Сталін на 18-му з'їзді відкрито узяв під свій захист Гітлера від наклепу західних «демократій». Гітлер робить замах на Україну? Нічого подібного! Воювати з Гітлером? Ані найменших підстав! Передача Карпатської України до рук Угорщини явно тлумачиться Сталіном як акт миролюбності. |
| — Лев Троцький. Бюлетень опозиції. 1939. # 77-78. С. 3, 5-6. | |

## Пам'ять і нагороди
Трагедія війни вилилась у пісенному фольклорі: «Пливе кача по Тисині», «Чорна гора не орана».

Хрест Карпатських Січовиків

Хрест Карпатських Січовиків випущений 1969 року Центральним Проводом Братства Карпатських Січовиків для всіх вояків Карпатської Січі. Хрест срібного кольору. Виміри його — 40 мм х 40 мм, стрічка 40 мм ширини, зі срібною смужкою посередині на синьому тлі та двома золотими смужками по боках. На зворотній стороні напис: «Карпатська Січ 1938—39». Мініятюра — 15 мм х 15 мм, стрічка 10 мм ширини.
У 2009 році Національний банк України випустив ювілейні монети до 70-ї річниці проголошення Карпатської України: нейзильберову монету номіналом 2 гривні і срібну монету номіналом 20 гривень.

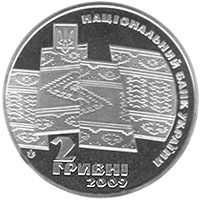
Аверс 2 гривні
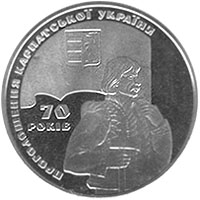
Реверс 2 гривні
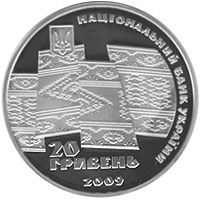
Аверс 20 гривень
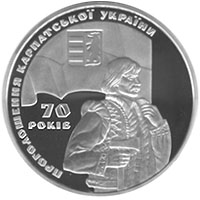
Реверс 20 гривень